# Lalla Khadija
La princesa lalla Khadija (àrab: لَالَّة خديجة, lālla Ḫadīja) (Rabat, 28 de febrer de 2007) és la filla del rei del Marroc Mohammed VI i de la princesa lalla Salma. El seu germà gran és el príncep hereu mulai El-Hassan. Porta el títol de Sa Altesa Reial, la Princesa del Marroc.
En honor al seu naixement, el rei Mohammed VI va concedir un indult reial a poc menys de nou mil presos. Lalla Khadija està sent educada al Col·legi Reial de Rabat.